# Domforum

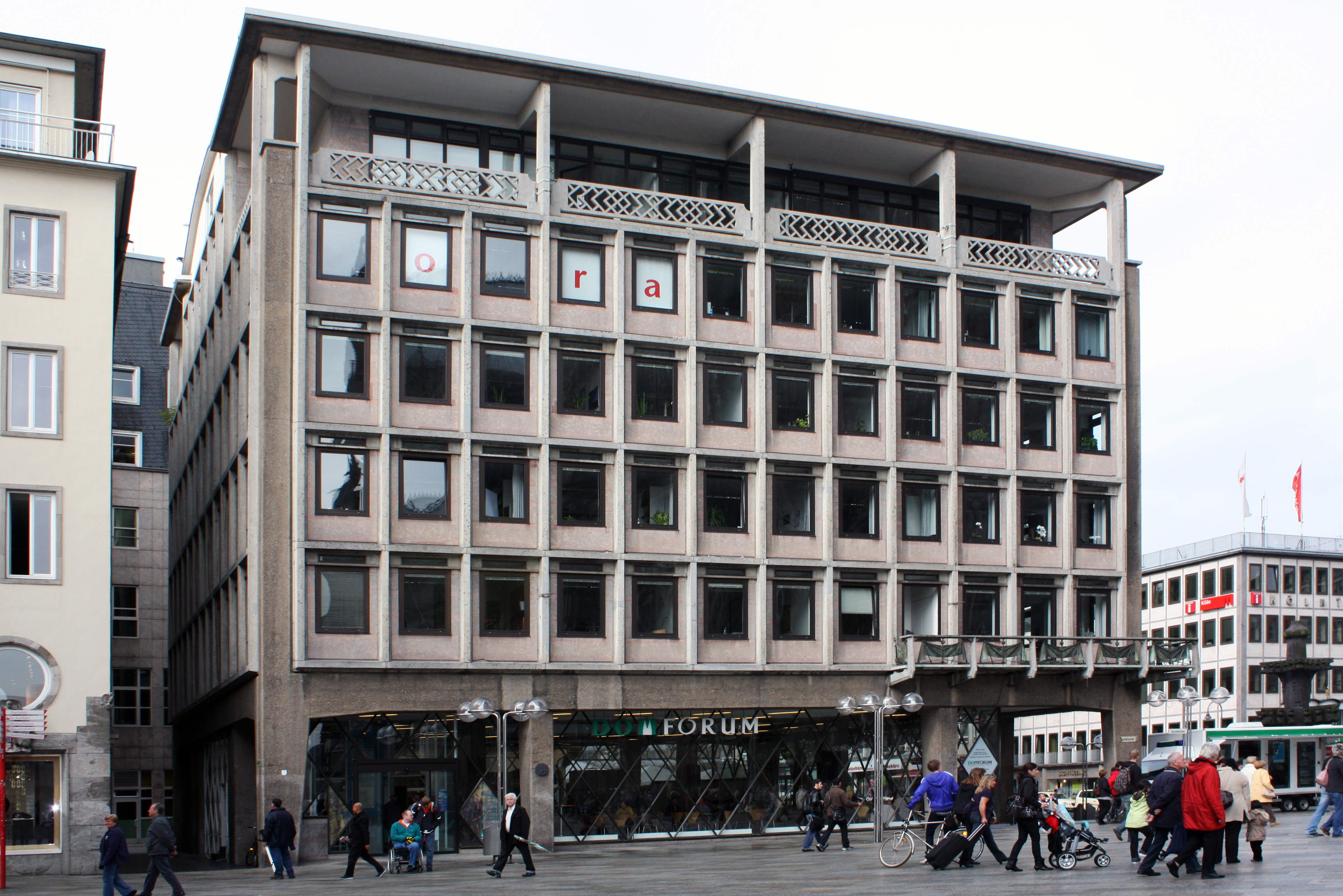
Domforum

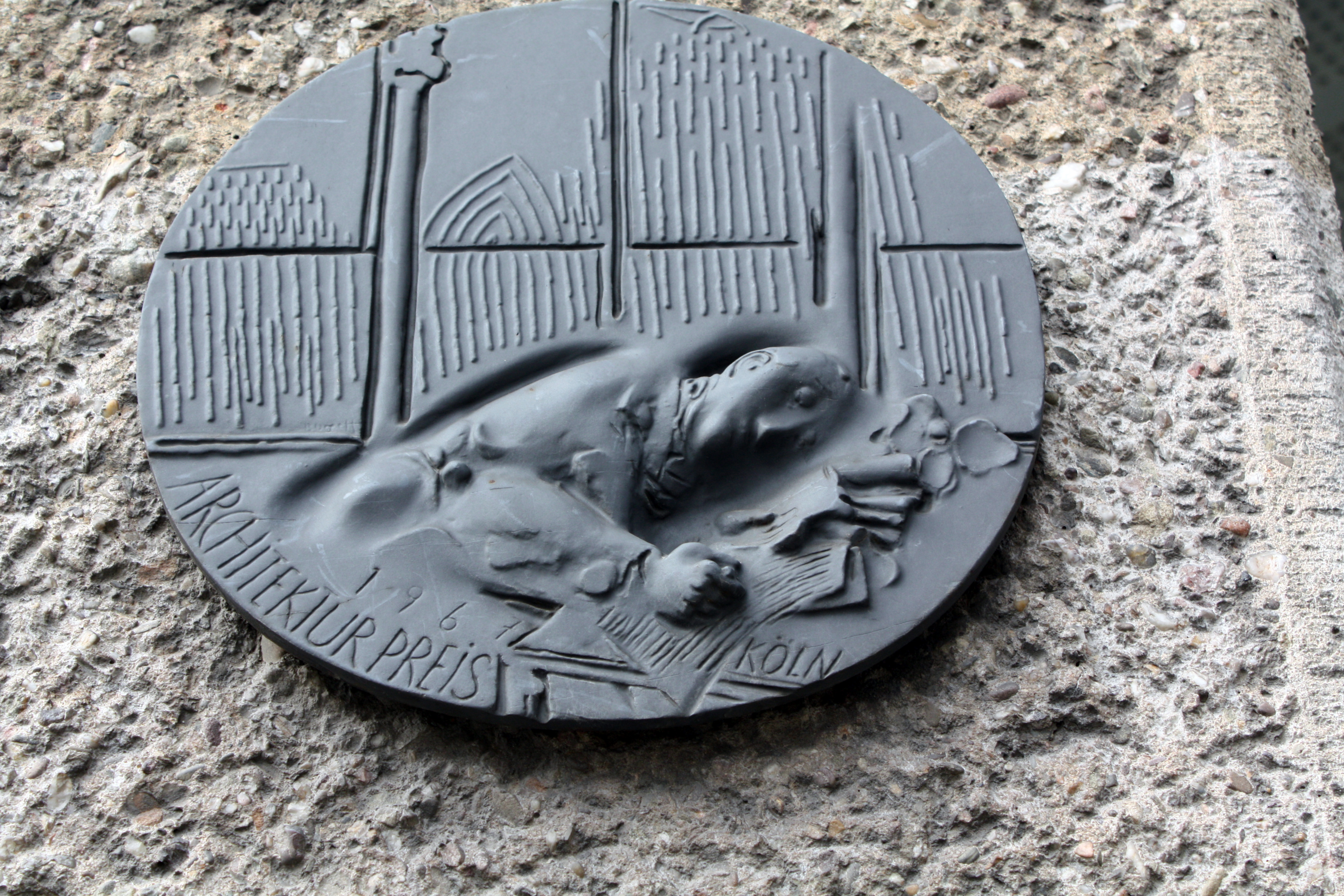
Architekturpreis 1967

Das Domforum (Eigenbezeichnung: DOMFORUM) in Köln liegt auf der Domplatte gegenüber dem Westportal des Kölner Doms und ist eine Einrichtung des Gesamtverbands der katholischen Kirchengemeinden in der Stadt Köln. Es versteht sich als Begegnungszentrum der katholischen Kirche Kölns und als das Besucherzentrum des Kölner Doms.

## Bauwerk
In den 1953 von Fritz Schaller fertiggestellten Neubau mit Lichthof zog zunächst die frühere Bank für Gemeinwirtschaft ein. Der Schalterraum war mit Kettenvorhängen teiltransparent gegen Einblicke geschützt. Schaller schuf so ein Gebäude mit architektonischen Elementen, die die klassische „Begrenzung“ des Raumes aufhoben. Die vier oberen Etagen werden durch eine Betonrasterfassade zusammengefasst, deren Stahlstützpfeiler auch das Dach über dem zurückgesetzten letzten Geschoss tragen. Im gleichen Jahr wie der Neubau entstand der Taubenbrunnen von Ewald Mataré auf der Nordseite; er wurde von der Bank gestiftet. Das Erzbistum Köln erwarb das seit dem 3. Januar 1990 unter Denkmalschutz stehende Bürogebäude mit der Adresse Domkloster Nr. 3 im Jahre 1991 für 79 Millionen DM und ließ es zweckentsprechend umbauen. Seit Oktober 1995 ist hier für die kirchliche Öffentlichkeitsarbeit das Domforum und seit Juni 2000 auch das Domradio untergebracht.
Der ehemalige Schalterraum wird heute als Veranstaltungsraum genutzt. Äußerlich wirkt er tagsüber eher unscheinbar, bietet von innen einen Rundumblick über die Domplatte mit Dom, Hauptbahnhof Köln und Replik der Kreuzblume. Im Innenraum erstreckt sich über die gesamten fünf Stockwerke bis hin zum Glasdach hinauf ein quadratischer, innen verglaster Lichthof, der im ersten Stock durch einen kreisrunden Einschnitt begrenzt wird. Die großen Glasflächen im Erdgeschoss reichen bis zum Boden. Sie trennen das Foyer des Domforums von der Domplatte und sind durch ein rautenförmiges Netz engmaschig strukturiert. Die Glasflächen bilden keine Abgrenzung, sondern wirken wie eine Membran. Es soll der Eindruck von Durchlässigkeit und von der Verlängerung der Domplatte ins Haus entstehen.
Im Jahre 2010 wurde das Foyer des Domforums nach einem Architekturwettbewerb durch das Architekturbüro Martini Architekten aus Bonn grundlegend umgestaltet und im September 2010 übergeben. Im Juni 2019 begann eine Sanierung des Gebäudes. Währenddessen wurde die Geschäftsstelle des Domforums in ein kirchliches Gebäude am Roncalliplatz (Roncalliplatz 2) verlegt, die öffentlichen Veranstaltungen fanden an verschiedenen Orten im Zentrum Kölns statt. Zum 6. Dezember 2020 wurde das Domforum wieder eröffnet.

## Aufgaben
Das Domforum fungiert als:
- Besucherzentrum des Kölner Doms. Im Domforum werden jährlich etwa 8.000 Führungen für die etwa sechs Millionen Besucher des Doms gesteuert. Das Domforum selbst zählt jährlich 300.000 Besucher. In einem im Keller gelegenen Kinosaal werden regelmäßig Filme über den Dom gezeigt.
- Citypastorales Informations- und Begegnungszentrum. Die Besucher des Domforums erhalten Informationen über die Katholische Kirche in Köln, Gespräche und Beratung in religiösen Fragen und Hilfe in psychischen und physischen Notlagen und spirituelle Impulse. Das Domforum verfügt über einen Meditationsraum (Raum der Stille).
- Veranstaltungszentrum der katholischen Kirche Kölns. In jährlich über 400 Veranstaltungen werden Themen des katholischen Glaubens, des städtischen Lebens und der politischen Bildung aufgegriffen sowie zahlreiche kulturelle Veranstaltungen durchgeführt.

Dazu bietet das Domforum – zum Teil in Kooperation mit gesellschaftlichen und kirchlichen Gruppen – folgende Veranstaltungsformate an:
- Kultur: Musik, Buchpräsentationen und Lesungen, Ausstellungen, Filmforum
- Stadtgespräch: Talk am Dom, Stadt-Punkte (Vorträge über Kunst, Stadt und Kirche, Architektur), Kölsch Musik und Klön
- Zeit für Gott / Einladung zum Glauben: Lust auf Bibel, Spiritualität im Gespräch, Meditation im Raum der Stille
- Glaube, Theologie und Religion: Theologische Vorträge und Reihen zu Ökumene, Dialog mit den Religionen, Theologisch-Literarisches Quartett, Pax Christi Forum
- „Gott und die Welt“: Reihe DOMFORUM – das thema – zu aktuellen gesellschaftlichen und kirchlichen Fragen, Mensch – Umwelt – Kirche, Interkulturelle Begegnung, Naturwissenschaft und Glaube, Fairer Markt

Weitere Einrichtungen im Haus sind das Katholische Stadtdekanat Köln, das Katholische Bildungswerk in der Stadt Köln (Zweigstelle des Bildungswerks der Erzdiözese Köln), der Katholikenausschuss Köln, das Dompfarramt, das Domradio und die Katholische Glaubensinformation FIDES.

## Leiter
- Karl Heinz Paulus (1995–2007)
- Peter Scharr (2008–2010)
- Rainer Tüschenbönner (seit 2011)

Alle in Personalunion auch Leiter des Katholischen Bildungswerks in der Stadt Köln.